# Франческо Камарда
Франческо Камарда (італ. Francesco Camarda, нар. 10 березня 2008, Мілан) — італійський футболіст, нападник клубу Серії А «Мілан».

## Клубна кар'єра

### Ранні роки
Камарда народився у Мілані, Італія. У дитинстві також захоплювався кікбоксингом.
Камарда розпочав свою кар'єру в «Аффорезе», футбольній школі в Мілані.. Під час свого перебування там він тренувався в академії професійного клубу «Мілан», а потім приєднався до нього повноцінно у 2015 році. Під час свого першого тренування з «Міланом» він був використаний на позиції захисника, але згодом перевели на позицію нападника.
Під час перебування в академії «Мілана» Камарда зарекомендував себе як якісний бомбардир — на турнірі до 9 років у Відні його було знято через травму, а його команда програвала мюнхенській «Баварії» 0:2. Він попросив свого тренера повернутися на поле, після чого забив два голи та віддав гольову передачу, допомігши команді перемогти 3:2. Його висока результативність зберігалась і на більш дорослому рівні — він забив двадцять два голи у двадцяти чотирьох іграх за команду «Мілана» до 15 років, привівши їх до титулу чемпіона Італії серед юнаків.
Згодом його бомбардирські досягнення привернули увагу міжнародних ЗМІ, і його хвалили за те, що він забив 485 голів лише у 89 матчах за академію «Мілана», що становить у середньому 5,45 гола за гру. Він тренувався з молодіжною командою «Мілана» до 19 років у віці чотирнадцяти років і забив два голи за команду в товариській грі проти команди «Сольбіатезе» з Еччелленци.
Камарда дебютував у Юнацькій лізі УЄФА проти «Ньюкасл Юнайтед» (4:0) 19 вересня 2023 року, зробивши дубль. Ці голи зробили Камарду другим наймолодшим гравцем, який забив дубль на турнірі, і наймолодшим італійським бомбардиром у віці 15 років, 193 дні, побивши рекорд Фабріціо Калігари (16 років, 189 днів).

### «Мілан»
У листопаді 2023 року, також через травми ряду гравців першої команди, тренер Стефано Піолі викликав Камарду до основної команди на гру Серії А проти «Фіорентини» 25 листопада 2023 року. Щоб це зробити, клуб повинен був спеціально отримати дозвіл від Федерації футболу Італії, оскільки гравцям до 16 років зазвичай не дозволяється бути частиною першої команди в Італії. Зрештою дозвіл було отримано і він вийшов на поле на 83-й хвилині, ставши наймолодшим футболістом Серії А в 15 років, 260 днів, побивши попередній рекорд, що належав Віздому Амі (15 років, 9 місяців і 1 день), а також став наймолодшим дебютантом в історії «Мілана», побивши попередній рекорд, встановлений Паоло Мальдіні (16 років, 6 місяців і 25 днів).

## Виступи за збірні
Камарда дебютував у збірній Італії U-15 у вересні 2022 року. У грудні 2022 року вперше зіграв у збірній до 16 років, а у серпні 2023 року дебютував і за збірну до 17 років.

## Титули та досягнення
- Володар Суперкубка Італії (1):

«Мілан»: 2024
Збірні
- Чемпіонаті Європи (U-17): 2024